# مارشال كورنويل
مارشال سيلاس كورنويل (بالإنجليزية: Marshall Silas Cornwell) (18 أكتوبر 1871 – 26 مايو 1898) كان ناشرًا ومحررًا صحفيًا وكاتبًا وشاعرًا أمريكيًا نشط في أواخر القرن التاسع عشر في ولاية فيرجينيا الغربية بالولايات المتحدة.

## النشأة والعائلة
وُلد مارشال كورنويل في فيرجينيا الغربية، وكان الأصغر بين إخوته. ينتمي لعائلة بارزة؛ فشقيقه الأكبر ويليام بي. كورنويل كان من رجال صناعة السكك الحديدية والأخشاب، في حين شغل شقيقه الآخر جون جاكوب كورنويل منصب حاكم ولاية فيرجينيا الغربية بين عامي 1917 و1921.

## الحياة المهنية
بدأ مارشال مسيرته المهنية في الصحافة مبكرًا، حيث أصبح محررًا وناشرًا لإحدى الصحف المحلية في فيرجينيا الغربية. وُصف أسلوبه بالتحليلي والأدبي، وكان يكتب مقالات نقدية وقصائد شعرية تظهر وعيًا اجتماعيًا وثقافيًا، مما منحه احترامًا واسعًا في مجتمعه المحلي رغم قِصر مدة حياته.

## الوفاة والإرث
توفي مارشال كورنويل عن عمر يناهز 26 عامًا فقط، لكنه ترك أثرًا بارزًا في الحياة الأدبية والإعلامية في منطقته. وما زالت بعض كتاباته تُستشهد بها في دراسات الصحافة والأدب الأمريكي المحلي.